# Wrightia sikkimensis
Wrightia sikkimensis là một loài thực vật có hoa trong họ La bố ma. Loài này được Gamble miêu tả khoa học đầu tiên năm 1908.